# Danielle Vallet Kleiner
 Danielle Vallet Kleiner (* 1958 in Paris) ist eine französische Videokünstlerin und bildende Künstlerin.

## Leben und Werk
Vallet Kleiner legte 1979 an der ENSAAMA das Diplom ab und studierte ab 1980 an der ENSAD in Paris. 1984 schloss sie im Fach Malerei die ENSBA in Paris ab. Ab 1985 studierte sie Lithografie an der Escola de Artes Visuais do Parque Lage in Rio de Janeiro.
Danielle Vallet Kleiner schuf zahlreiche Filme, wurde mehrfach ausgezeichnet und präsentierte die Filme Istanbul - Helsinki (La traversée du vide) und Inspection Istanbul-Helsinki 1997 auf der documenta X in Kassel.

„Der Film Istanbul - Helsinki (La traversée du vide) entspricht nicht der realen Chronologie. Er konstituiert sich aus einer Abfolge von Sprüngen vorwärts und rückwärts im zeitlichen und räumlichen Ablauf der Reise. Der reale Raum der Reiseroute und der geistige Raum der Erinnerung, den diese Installation erschließt, konstituiert sich auch aus buchstäblich vor dem Verschwinden geretteten Material, denn ein drittel der Bilder wurde Vallet Kleiner im Verlauf der Reise gestohlen.“

## Filme (Auswahl)
- 1991: Eglise boulevard Serurier
- 1991: Point géographique 2511925003
- 1997: Eden Cinéma
- 1997: Piscine rue deTrévise
- 1997: Istanbul-Helsinki (La traversée du vide)
- 1997: Inspection Istanbul-Helsinki
- 2001: Escape from New York
- 2005: Le jardin qui n’existe pas
- 2007: Chemins qui ne mènent nulle part
- 2008: Depuis ce temps
- 2008: Ghostland
- 2010: erevan-moscou//partition.last
- 2015: Un message impérial